# Tour Triangle
De Tour Triangle, ook bekend als de Projet Triangle of gewoon Triangle, is een wolkenkrabber die zal worden gebouwd op het Paris Expo Porte de Versailles in Parijs, Frankrijk. Het bouwwerk is ontworpen door het Zwitserse bureau Herzog & de Meuron. Het zal de vorm hebben van een 180 meter hoge glazen piramide met een trapeziumvormig lichaam dat breed is aan de ene kant en smal aan de andere. Het wordt de eerste wolkenkrabber in het centrum van Parijs sinds de Tour Montparnasse in 1973.